# Twilio
Twilio ist ein US-amerikanisches Unternehmen, welches eine Cloud-Kommunikationsplattform als Platform as a Service betreibt. Es hat seinen Sitz in San Francisco. Mit Twilio können Softwareentwickler und Unternehmen mithilfe einer Webdienst-Programmierschnittstelle programmgesteuert Anrufe tätigen und empfangen, Textnachrichten senden und empfangen sowie andere Kommunikationsfunktionen ausführen. 2018 wurde das Angebot von Twilio von über 60.000 Unternehmen genutzt, darunter Uber und Airbnb.

## Geschichte
Twilio wurde 2008 von Jeff Lawson, Evan Cooke und John Wolthuis gegründet und hatte seinen Sitz ursprünglich in Seattle und San Francisco.
Die erste große Berichterstattung über Twilio in der Presse im November 2008 war das Ergebnis einer von Jeff Lawson erstellten Anwendung, mit der Investor Dave McClure dem TechCrunch-Gründer und Herausgeber Michael Arrington einen Streich spielte. Einige Tage später, am 20. November 2008, startete das Unternehmen Twilio Voice, eine Programmierschnittstelle zum Tätigen und Empfangen von Telefonanrufen, die vollständig in der Cloud gehostet werden. Twilios SMS-Programm wurde im Februar 2010 veröffentlicht, und SMS-Shortcodes wurden im Juli 2011 veröffentlicht.
Twilio sammelte Wagniskapital in Höhe von rund 240 Millionen US-Dollar. Twilio erhielt im März 2009 seine erste Finanzierungsrunde für einen nicht genannten Betrag, der angeblich rund 250.000 US-Dollar betrug. Darauf folgten mehrere weitere Finanzierungsrunden. Zu den Investoren gehörten der Founders Fund und Bessemer Venture Partners. 2016 ging das Unternehmen an die Börse. Mitte des Jahres 2020 überschritt die Marktkapitalisierung des Unternehmens die Schwelle von 30 Milliarden US-Dollar.
2022 wurde Twilio mit einem Phishingangriff gehackt. Infolge dieser erfolgreichen Supply-Chain-Attacke konnten die Hacker Registrierungs-SMS verschicken und so Socialmediakonten von fremden Nutzern kapern.

## Akquisitionen
- Authy (2015)
- Tikal Technologies (2016)
- Beepsend (2017)
- Ytica (2018)
- SendGrid (2018)
- Core Network Dynamics GmbH (2018)
- Electric Imp (2020)
- Segment (2020)[10]
- Ionic Security (2021)
- Zipwhip (2021)